# 5329 Decaro
Az 5329 Decaro (ideiglenes jelöléssel 1989 YP) a Naprendszer kisbolygóövében található aszteroida. Robert H. McNaught fedezte fel 1989. december 21-én.